# Arrondissement de Soignies
Arrondissement de Soignies är ett arrondissement i Belgien. Det ligger i provinsen Hainaut och regionen Vallonien, i den centrala delen av landet, 30 kilometer sydväst om huvudstaden Bryssel.
Trakten runt Arrondissement de Soignies består till största delen av jordbruksmark. Runt Arrondissement de Soignies är det ganska tätbefolkat, med 222 invånare per kvadratkilometer.

## Kommuner
Följande kommuner ingår i arrondissementet;

- Braine-le-Comte
- Ecaussinnes
- Enghien
- La Louvière
- Le Roeulx
- Lessines
- Silly
- Soignies